# Ловрич, Франческо
Франческо Ловрич (нем. Francesco Lovrić; родился 5 октября 1995 года, Вена, Австрия) — австрийский футболист, защитник клуба «Марчфельд». 

## Клубная карьера
Ловрич — воспитанник клуба «Аустрия» из своего родного города. В 2011 году Франческо перешёл в немецкий «Штутгарт», где выступал только за дублирующий состав. В 2016 году Ловрич вернулся на родину, став игроком «Маттерсбурга». 29 октября в матче против «Вольфсберга» он дебютировал в австрийской Бундеслиге.
Летом 2017 года Ловрич перешёл в «Аустрию» из Лустенау. 21 июля в матче против «Флоридсдорфа» он дебютировал во Второй австрийской Бундеслиге.
В начале 2018 года Ловрич присоединился к «Киккерс Оффенбах». 17 февраля в матче против «Речлинг Фельклинген» он дебютировал за новую команду. В этом же поединке Фрначеско забил свой первый гол за «Киккерс Оффенбах».

## Международная карьера
В 2014 году в составе юношеской сборной Австрии Ловрич принял участие в юношеском чемпионате Европы в Венгрии. На турнире он сыграл в матчах против команд Венгрии, Израиля и Германии. В поединке против венгров Петер забил гол.
В 2015 году в составе молодёжной сборной Австрии Ловрич принял участие в молодёжном чемпионате мира в Новой Зеландии. На турнире он сыграл в матчах против команд Ганы, Аргентины и Панамы.